# Јуто-астечки језици
Јуто-астечки језици су породица језика којима се говори на простору Средње Америке и западног дела САД. Јуто-астечка породица језика је једна од највећих породица језика у Америкама по броју говорника, броју језика и географској распрострањености. Према "Етнологу" укупан број језика који припадају овој породици језика је 61, а укупан број људи који њима говоре је 1.910.922. Јуто-астечким језицима се говори у великом делу западних САД (Орегон, Ајдахо, Монтана, Јута, Калифорнија, Невада, Аризона) и у западном, централном и јужном Мексику, а говорника ових језика има и у централној Америци (пипилски језик у Ел Салвадору). Из самог имена ове језичке породице се може закључити који простор обухвата, јер оно у себи садржи имена народа Јута који насељава простор данашње америчке државе Јуте и имена народа Астека који насељавају средњи Мексико. Народи који говоре овим језицима припадају јутоастечкој породици народа.
Јуто-астечка породица језика је једна од највећих језичких породица на америчким континентима без обзира да ли се посматра по броју говорника, површини на којој се говори или по броју језика који чине ову породицу језика. Најсевернији језик из ове породице је шошонски језик, а најјужнији језик је пипилски језик. Језик са највећим бројем говорника је наватл (астечки) језик са око 1.500.000 говорника. Сматра се да је прадомовина јуто-астечких језика југозапад САД или северозапад Мексика. Највероватније територија данашњих америчких држава Аризоне и Њу Мексика и мексичких држава Соноре и Чиваве.

## Класификација
Идеја о постојању ове породице прихваћена је још почетком 20. века, али су сличности између неколико језика ове породице утврђене још средином 19. века.
Јуто-астечки језици се могу сврстати у 6 група и 2 изолована језика у оквиру породице, од којих: 2 групе и 2 изолована језика чине шошонски одељак, 3 групе чине сонорски одељак и 1 група чини навски одељак. Сонорски и навски одељак се могу груписати у јужне јуто-астечке језике, док шошонски одељак представља северне јуто-астечке језике.
Северни јуто-астечки језици:
- I) Шошонски одељак (У САД):

- (1) Нумичка група (плато шошонска група):

- (а) Западнонумичка подгрупа:

- Монски језик
- Севернопајутски језик (укључује и баночки)

- (б) Централнонумичка подгрупа:

- Шошонски језик
- Команчијски језик
- Тимбишки језик (или панаминтски језик)

- (в) Јужнонумичка подгрупа:

- Каваишки језик
- Јутско-јужнопајутско-чимеуевски језик (или колорадо рив`рски језик, дијалекти су: јутски, јужнопајутски и чимеуевски)

- (2) Тубатулабалски језик;
- (3) ?Такичка група (у јужној Калифорнији):

- (а) Серанска подгрупа:

- Серански језик
- Китанемучки језик
- Тонгвански језик (или габриелењско-фернандењски језик)
-  ?Татавиамски језик

- (б) Купанска подгрупа:

- Луисењско-хуанењски језик
- Кавијски језик (или ивилјуатски језик)
- Купењски језик
-  ?Николењски језик

- (4) Хопски језик

Јужни јуто-астечки језици:
- II) Сонорски одељак:

- (1) Тепиманска група (или пимичка или пиманска група):

- Пимско-папашки језик (или оодхамски језик)
- Доњопимски језик (или пима бахо или ооб ноочки језик)
- Тепекански језик
- Тепехуански језик (или оотхамски)

- (2) ?Таракахитичка група (или таракахитанска или јакијска група):

- (а) Тарахумарска подгрупа:

- Тарахумарски језик (или рарамурски језик)
- Варихијски језик

- (б) Кахитанска подгрупа:

- Јакијски језик (или јоемски језик)
- Мајоански језик (или јоремски језик)

- (в) Тубарски језик
- (г) Опатански језик (дијалекти су: еудевски, тегуимски (или орски) и јовски)

- (3) Корачолска група (или коранска група):

- Корски језик
- Хуичолски језик

- III) Навски (астечки) одељак:

- (1) Навска група (или астечка група):

- Наватл језик (или астечки језик)
- Пипилски језик
- Покутечки језик

Неки лингвисти повезивали су ову породицу са другим језичким породицама у Америци. Бенџамин Ворф је својевремено повезао јуто-астечке језике са кајова-таноанским језицима у тзв. астечко-таноанску суперфамилију. Лајл Кембел (1997) и бројни други специјалисти на овом пољу сматрају ову хипотезу изгледном, али не и дефинитивно доказаном. Џозеф Гринберг (1987) је укључио јуто-астечке језике, заједно са кајова-таноанским и ото-манге језицима у централноамерички огранак своје контроверзне америндијанске макро-породице, која по његовом мишљењу укључује све језичке породице на Америчком континенту, изузимајући ескимско-алеутске и на-дене језике.

## Пра-јуто-астечки језик и прадомовина Јутоастека
Пра-јуто-астечки језик је хипотетички заједнички предак свих јуто-астечких језика. Признати стручњаци за историју јуто-астечке језичке групе обично смештају прадомовину пра-јуто-астечког језика и Прајутоастека у граничну област између САД и Мексика и то у брдске области америчких држава Аризоне и Њу Мексика и суседне области мексичких држава Сонора и Чивава. Што приближно одговара површини пустиње Сонора и западном делу пустиње Чивава. Прајезик су користили мезолитски ловци-сакупљачи у Аридоамерици, пре око 5.000 година.
Фаулер је на основу индиција о могућој еколошкој ниши коју су заузимали Прајутоастеци, реконструисао могући речник биљног света пра-јуто-астечког језика. На основу тога је сместио средиште пра-јуто-астечког дијалекатског континуума у средишњу Аризону, при чему су северни дијалекти допирали до Неваде и Пустиње Мохаве, а јужни дијалекти су преко Тепиманског коридора допирали до Мексика. Прадомовина Нумичких језика је смештена у јужни део Калифорније близу Долине Смрти, а прадомовина предложене јужне јуто-астечке групе је смештена на обалу Соноре.
Према другој супротстављеној теорији, коју је објавила 2001. Џејн Х. Хил, на основу њеног реконструисаног речника прото-јуто-астечких термина везаних за кукуруз, прадомовина пра-јуто-астечког је много јужније. Према њеној теорији, Прајутоастеци су били узгајивачи Кукуруза у Мезоамерици, који су се постепено померали на север, пре 4.500 до 3.000 година. Географско распростирање говорника се подударило са разбијањем језичког јединства. Ова хипотеза је критикована по неколико основа и други Јуто-Астеканисти је не прихватају. Према истраживању везаног за пољопривредне термине коју је спровео Мерил 2012, пољопривредни термини се могу реконструисати само за јужне јуто-астечке језике. Што подржава закључак да се Прајутоастеци нису бавили пољопривредом, него да су је прихватили тек након што су населили Мезоамерику долазећи са севера.
Према скорашњој теорији Давида Л. Шаула постоје докази који сугеришу контакт између пра-јуто-астечког и језика средње Калифорније као што су еселенски и јокатски. Према овој теорији пра-јуто-астечким се говорило у Централној Долини Калифорније и чинио је део древног калифорнијског језичког простора.

## Карактеристике
Сви језици ове групе су аглутинативни. Често су чак и полисинтетички.